# 캐슬번
캐슬번(Castle Burn)은 DelusionStudio에서 개발한 RTS 모바일 게임이다. 플레이어는 랭크드 매치 또는 캐주얼 매치에서 다른 플레이어를 상대로 전투를 진행한다. 랭크드 매치에서 승리 시 리그 승급의 기준이되는 크라운 포인트를 획득할 수 있지만, 패배할 경우 크라운 포인트가 차감된다. 캐주얼 매치에서는 크라운 포인트에 영향 없이 다양한 전략을 연습해 볼 수 있다.  

## 전투
전장에서 수집한 마나를 재료로 영웅이나 카드를 전장에 배치하는 것으로 전투를 진행한다. 영웅은 전투 시작 전 한 명을 선택해야 하지만, 카드는 전투 상황에 따라 원하는 카드를 6장까지 실시간으로 등록하여 사용할 수 있다. 카드는 유닛, 타워, 스펠로 구분된다. 전장에 배치된 유닛은 배치된 위치에서 전투를 진행하며, 전투 상태가 아닌 경우 상대 캐슬이 위치한 맵 상단으로 전진한다. 타워는 배치된 장소에 건설되며, 건설이 완료된 타워는 사정거리 내의 적과 전투를 진행한다. 스펠 카드는 배치된 위치에 발동되며, 효과에 따라 적군 피격 혹은 아군 버프의 성격을 가진다.

## 참고 자료
- 허재민 (2017년 11월 9일). “RTS 매니아 '아재'들의 솔직한 게임, '캐슬번' 인터뷰”. 《인벤》. 2017년 12월 25일에 확인함.